# Audouin Dollfus
Audouin Dollfus (ur. 12 listopada 1924 w Paryżu, zm. 1 października 2010 w Wersalu) – francuski astronom i aeronauta. Specjalista w dziedzinie Układu Słonecznego. 15 grudnia 1966 odkrył księżyc Saturna – Janusa.

## Życiorys
Syn Charles’a Dollfusa, francuskiego baloniarza, pierwszego kustosza Muzeum Lotnictwa i Astronautyki Le Bourget. Studiował na Sorbonie i tam w 1955 obronił doktorat z fizyki. Od 1946 pracował w Obserwatorium Paryskim, tam współpracował z nim m.in. Bernard Lyot. Jednak większość swej pracy opierał na obserwacjach poczynionych w obserwatorium na szczycie Pic du Midi de Bigorre.
W grudniu 1966 roku podczas obserwacji Saturna, w momencie, gdy ten był zwrócony krawędzią swoich pierścieni do Ziemi odkrył księżyc Janus. Prawdopodobnie zaobserwował wtedy również inny, mniejszy księżyc Epimeteusz. Nie zdał sobie jednak sprawy z tego, że mogą to być dwa różne obiekty. Dlatego Richard Walker, który zaobserwował Epimeteusza trzy dni później jest uznawany za jego odkrywcę. Przez dwanaście lat nie było jasne, czy zaobserwowano w rzeczywistości jeden, czy dwa księżyce. Pewność co do istnienia ich obu przyniosły dopiero zdjęcia z sondy Voyager 1, która przeleciała przez system Saturna 12 listopada 1980 roku.

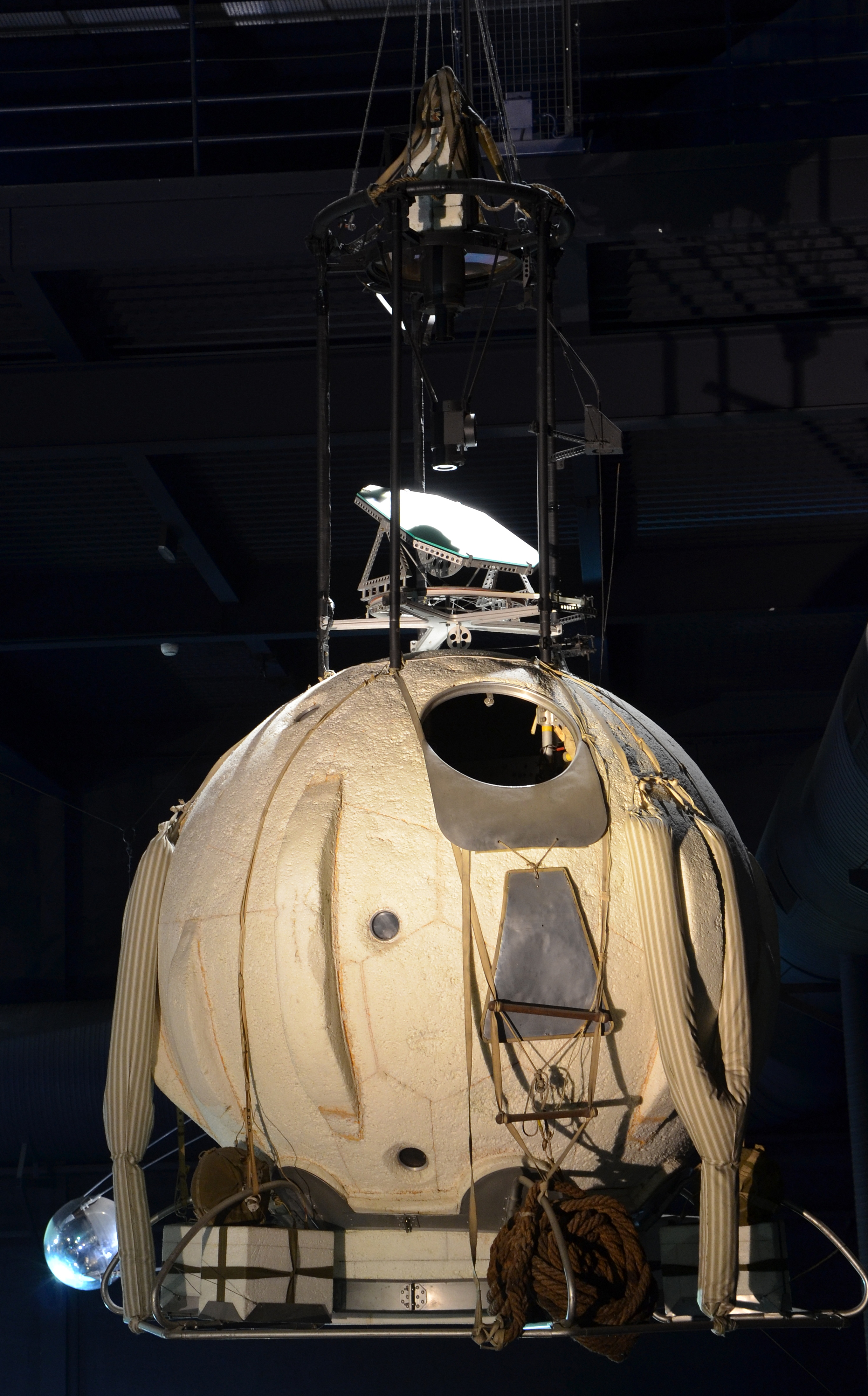
Kosz balonu wykorzystywanego w 1959 roku przez Dollfusa do prowadzenia obserwacji astronomicznych na wysokości 14 km

Odbył kilka lotów balonem w celu wykonania obserwacji na dużych wysokościach, a także pierwszy lot stratosferyczny we Francji. Na podstawie własności polaryzujących światła stwierdził, że materiał na powierzchni Marsa składa się z limonitu i sporządził mapę Wenus pokazującą stałe cechy jej powierzchni.

## Nagrody i upamiętnienie
W 1993 roku przyznano mu nagrodę Prix Jules-Janssen.
Na jego cześć nazwano planetoidę (2451) Dollfus oraz krater Dollfus na Marsie.